# Tatisaurus
Tatisaurus („Ještěr od vesnice Ta Ti (Da Di)“) byl rod tyreoforního dinosaura, který žil v období počínající jurské periody, asi před 200 miliony let (geologický věk sinemur), a to na území současné provincie Jün-nan na jihu Číny (souvrství Lu-feng).

## Historie
Fosilii tohoto malého ptakopánvého dinosaura objevil v letech 1948 až 1949 katolický mnich Edgar Oehler, působící tehdy v Pekingu. V roce 1965 formálně popsal paleontolog David Jay Simmons tuto fosilní spodní čelist pod jménem Tatisaurus oehleri (rodové jméno odkazuje k místu objevu, druhové je poctou objeviteli). Holotyp s katalogovým označením FMNH CUP 2088 byl objeven v sedimentech souvrství Lufeng. Jedná se o částečně dochovanou levou mandibulu s denticí, o délce pouhých 6 centimetrů.
V průběhu doby pak byl T. oehleri řazen střídavě mezi hypsilofodontidy, ankylosaury, stegosaury nebo přímo do rodu Scelidosaurus (jako jeho nový druh S. oehleri). V současnosti se však většina paleontologů přiklání k názoru, že šlo ve skutečnosti o bazálního zástupce kladu Thyreophora, vzhledem k nedostatku fosilního materiálu se však jedná o nomen dubium (pochybné vědecké jméno).
Příbuzný druh Bienosaurus lufengensis, známý ze stejných sedimentů, může být ve skutečnosti rovněž zástupcem rodu Tatisaurus. Vzhledem k nekompletnosti fosilního materiálu tohoto druhu (pouze fragment lebky a spodní čelisti) však zatím není možné toto zařazení s jistotou potvrdit. Tento obrněný dinosaurus byl však s velkou pravděpodobností vzdáleně příbuzný evropskému rodu Scelidosaurus.

## Rozměry
Tatisaurus byl poměrně malým dinosaurem. Podle velikosti dochovaných fosilií je možné odhadnout, že délka tohoto vývojově primitivního tyreofora mohla dosahovat zhruba 1,2 metru a hmotnost přibližně do 20 kilogramů (asi jako u bobra nebo středně velkého psa).